# Sternopriscus pilbaraensis
Sternopriscus pilbaraensis är en skalbaggsart som beskrevs av Lars Hendrich och Watts 2004. Sternopriscus pilbaraensis ingår i släktet Sternopriscus och familjen dykare. Inga underarter finns listade i Catalogue of Life.